# Le Danaidi romane
Le Danaidi Romane è un'opera in due atti di Stefano Pavesi, su libretto di Antonio Simeone Sografi. La prima rappresentazione ebbe luogo al Teatro La Fenice di Venezia nel carnevale del 1816.
Gli interpreti della prima rappresentazione furono:
| Personaggio        | Interprete         |
| ------------------ | ------------------ |
| C. Valerio         | Adelaide Malanotte |
| Q. Fabio Massimo   | Eliodoro Bianchi   |
| Il sommo pontefice | Giuseppe De Begnis |
| Fabia              | Giuseppina Fabrè   |
| Cornelia           | Maria Castiglioni  |
| Sergia             | Celestina Masi     |

## Trama

### Atto I
Roma è colpita una terribile malattia, che ha falciato molte vite umane; magistrati e sacerdoti, in processione, invocano la fine delle disgrazie. L'edile Quinto Fabio incoraggia il popolo a non cedere alle disgrazie, ed a mantenere alto il morale. Il console Gaio Valerio entra in scena, comunicando a Massimo ed al popolo che gli è apparso in sogno Decio, il quale gli ha comunicato che la madre comune, ovvero Roma, sta venendo straziata dal veleno dei matricidi. Massimo e Valerio, confusi dal messaggio, sono colti da entusiasmo religioso verso l'eroe estinto e la città. Intanto, mentre camminano in processioni gli istrioni etruschi, venuti a Roma con i loro fescennini con la speranza del popolo di placare la peste, accompagnando così sposalizi romani, la giovane Fabia, figlia di Fabio, pregusta il suo matrimonio con Valerio, mentre Fabio saluta teneramente la figlia. Intanto, la feroce patrizia Cornelia con la complice Sergia trama nell'ombra per vendicare il sesso femminile dal giogo maschile, spalleggiata da Sergia e da molte matrone, con l'occulto intento di assassinare Fabio. Durante lo sposalizio di Valerio e Fabia, però, un'ancella comunica allo stesso Fabio la congiura della matrone ed il fatto che non peste, bensì il veleno versato dalle loro mani ha causato tanta morte, e subito Fabia viene scambiata per una cospiratrice. Ripudiata dallo sposo, la ragazza viene messa in ceppi assieme alle matrone colpevoli.

### Atto II
Turbato ed assistito dai propri familiari, Quinto Fabio prega nel proprio larario domestico. Giunge Gaio Valerio, e Massimo fa allontanare tutti. Il console comunica che è convinto dell'innocenza della sposa, ed i due si precipitano a perorare la causa di Fabia al tempio di Giove Capitolino, dove il Senato si sta riunendo per punire le donne ree. Tuttavia, durante il processo, prove schiaccianti convincono che Fabia stava complottando con Cornelia per avvelenarlo, e decreta la morte della giovane. Cornelia, pur essendo cosciente della morte imminente, gioisce della condanna della figlia del nemico e si avvia alla condanna. Massimo tenta invano di parlare col Pontefice per salvare Fabia, ma quest'ultimo gli comunica che ormai il popolo vuole giustizia. Subito dopo, l'edile si incontra proprio con la ragazza, che viene condotta alla pena capitale. Fabia prega il padre di comunicare a Valerio che è morta amandolo. Al Foro, Valerio è tormentato per il dover condannare a morte quella che sarebbe dovuta essere sua sposa, ma si appresta a compiere il suo dovere, ed ordina al littore di vibrare il colpo mortale sulla ragazza: tuttavia, l'esecuzione viene fermata dalla notizia che le matrone colpevoli, giustiziate Cornelia e Sergia, si sono pentite ed hanno svelato che Fabia è innocente. Tutto si conclude felicemente, e Valerio e Fabia possono convolare a nozze, con la benedizione di Massimo.

## Struttura musicale
- Sinfonia

### Atto I
- N. 1 - Introduzione O Tebro! O Roma! O sorte! - Dolce amor de' sommi dei - Ombra placida, pietosa - Oh patria, o Roma, o dei! (Coro, Massimo, Valerio)
- N. 2 - Coro e Cavatina di Fabia Lieti Fescennii Canti - Placid'aure, felici, beate (Fabia, Coro)
- N. 3 - Terzetto fra Massimo, Valerio e Fabia Virtù, ti sclama in petto
- N. 4 - Cavatina di Cornelia Se poi vorrà il cimento (Cornelia, Coro)
- N. 5 - Finale I Discendi Imene (Coro, Fabia, Pontefice, Massimo, Valerio, Cornelia, Sergia)

### Atto II
- N. 6 - Preghiera di Massimo e Coro Per queste lagrime - Ai Lari dei (Massimo, Coro)
- N. 7 - Duetto fra Massimo e Valerio Se vacillar tu puoi (Massimo, Valerio, Coro)
- N. 8 - Inno, Coro ed Aria di Valerio Vibra, tonante Giove - Alla Tarpea pendice - Romani, al ciel volgete (Pontefice, Valerio, Coro)
- N. 9 - Aria di Cornelia Non siamo estinte ancora
- N. 10 - Aria di Fabia Se ti chiedesse mai
- N. 11 - Finale II Dar morte a chi s'adora - Ah qual celeste affetto (Valerio, Fabia, Massimo)

## Versioni successive
Nel 1822 fu messa in scena l'opera Anco Marzio, una seconda versione del Le Danaidi romane con musica e libretto degli stessi autori. Questa edizione dell'opera non presenta praticamente alcuna differenza a livello di testo, trama o numeri musicali, se non per il fatto che i personaggi principali - Massimo, Valerio e Fabia -, essendo l'azione retrodatata al tempo del re Anco Marzio, sono sostituiti rispettivamente da Curzio Sabino, lo stesso Anco Marzio, e Curzia. Inoltre, la pestilenza non è causata da una congiura di matrone, bensì da una vendetta della Dea Vesta nei confronti di una fanciulla impudica che ne ha contaminato il tempio - che mantiene il nome di Cornelia, ed alla quale viene attribuita una gelosia per Curzia, prossima a diventare regina. Infine, sono tagliati tutti gli interventi di quest'ultima, nonché il pezzo solistico iniziale di Massimo/Curzio all'inizio del secondo atto.